# Jægerspris Bugt
Jægerspris Bugt är en bukt i Danmark.   Den ligger på östra sidan av Isefjorden, 50 km väster om Köpenhamn. Närmaste samhälle är Jægerspris.